# Gouesnou
Gouesnou (en bretó Gouenoù) és un municipi francès, situat a la regió de Bretanya, al departament de Finisterre. L'any 2006 tenia 6.137 habitants. Forma part de la comunitat urbana de Brest Métropole Océane. A l'inici del curs 2007 el 5,9% dels alumnes del municipi eren matriculats a la primària bilingüe. El consell municipal ha aprovat la carta Ya d'ar brezhoneg.

## Demografia
| Evolució de la població Cassini et INSEE |       |       |       |       |       |       |       |       |
| 1793                                     | 1800  | 1806  | 1821  | 1831  | 1836  | 1841  | 1846  | 1851  |
| 1 153                                    | 1 191 | 1 327 | 1 264 | 1 525 | 1 597 | 1 515 | 1 509 | 1 514 |

| 1856  | 1861  | 1866  | 1872  | 1876  | 1881  | 1886  | 1891  | 1896  |
| ----- | ----- | ----- | ----- | ----- | ----- | ----- | ----- | ----- |
| 1 454 | 1 425 | 1 479 | 1 494 | 1 478 | 1 474 | 1 417 | 1 462 | 1 511 |

| 1901  | 1906  | 1911  | 1921  | 1926  | 1931  | 1936  | 1946  | 1954  |
| ----- | ----- | ----- | ----- | ----- | ----- | ----- | ----- | ----- |
| 1 390 | 1 394 | 1 424 | 1 411 | 1 382 | 1 305 | 1 316 | 1 528 | 1 829 |

| 1962  | 1968  | 1975  | 1982  | 1990  | 1999  | 2006  | 2011 | 2016 |
| ----- | ----- | ----- | ----- | ----- | ----- | ----- | ---- | ---- |
| 2 141 | 2 543 | 3 040 | 4 061 | 5 417 | 6 042 | 6 137 | -    | -    |

| 2019 | - | - | - | - | - | - | - | - |
| ---- | - | - | - | - | - | - | - | - |
| -    | - | - | - | - | - | - | - | - |

## Administració
| Període   | Identitat           | Partit |
| --------- | ------------------- | ------ |
| -2001     | Jean-Claude Runavot |        |
| 2001-2008 | Jean-Paul Glémarec  | PS     |
| 2008-     | Michel Phelepp      |        |

## Galeria d'imatges

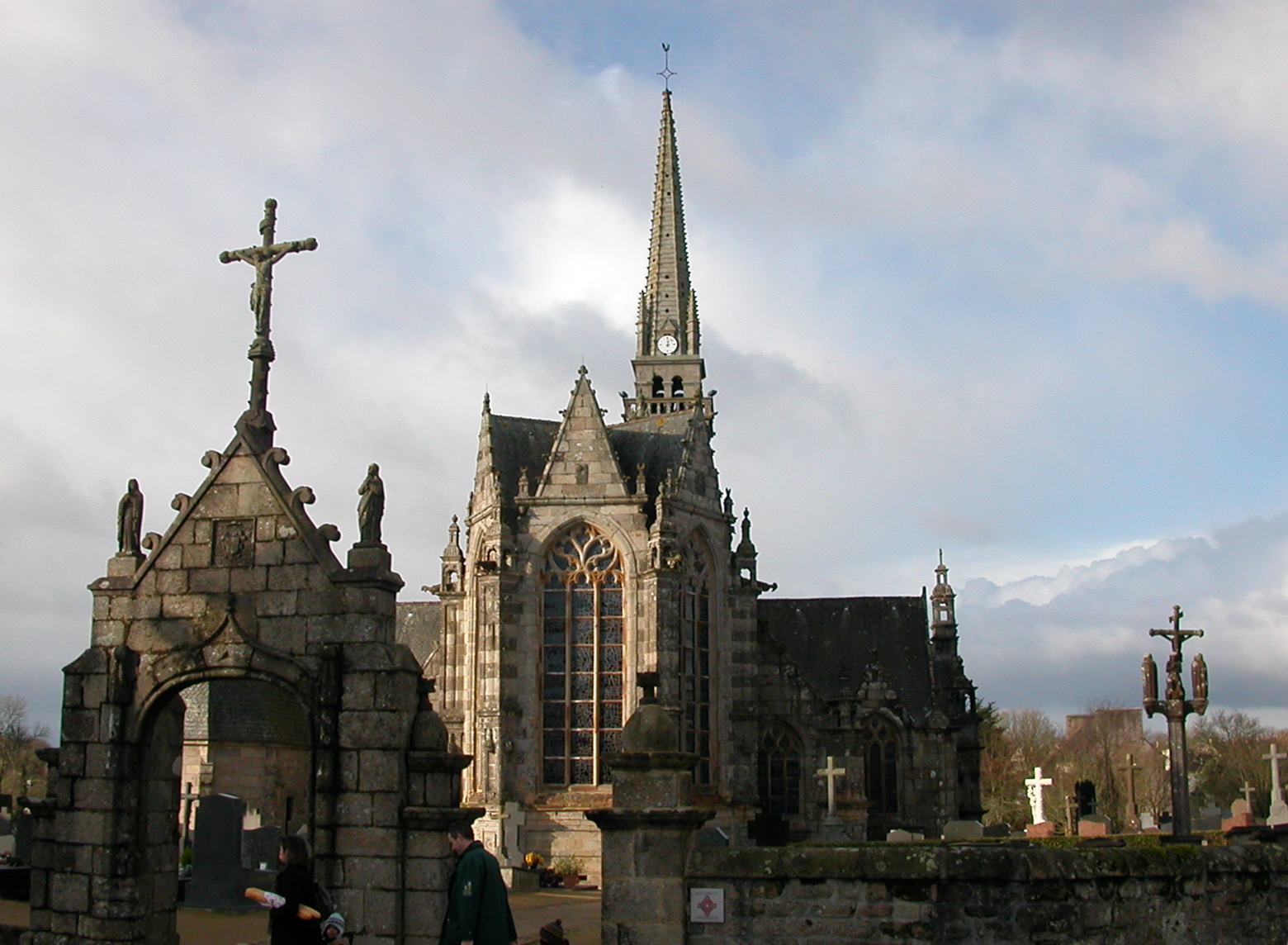
L'església
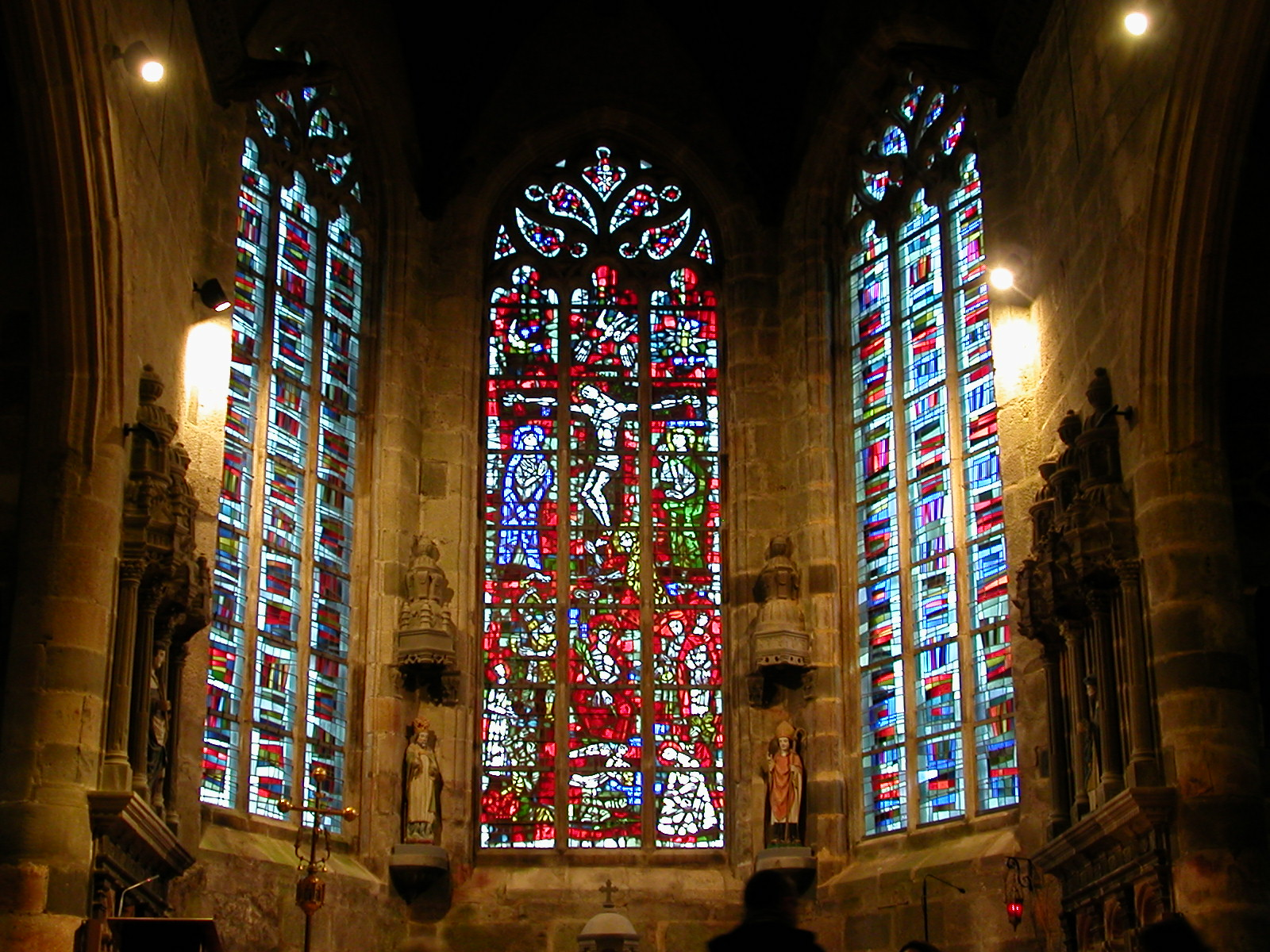
Cor de l'església
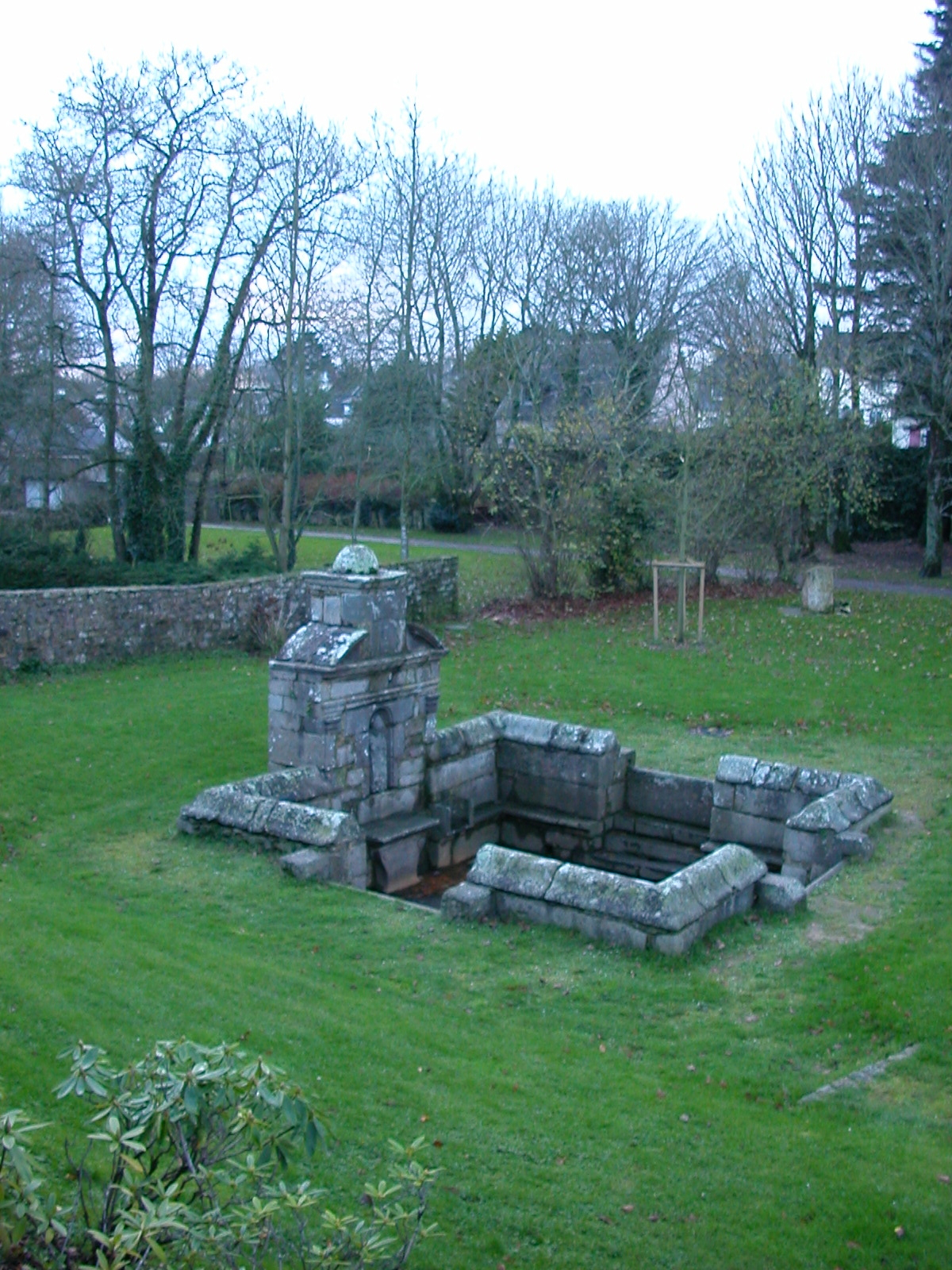
Font de Saint-Gouesnou